# Laysan-albatrosz
A Laysan-albatrosz (Phoebastria immutabilis) a madarak (Aves) osztályának viharmadár-alakúak (Procellariiformes) rendjébe, ezen belül az albatroszfélék (Diomedeidae) családjába tartozó faj.

## Előfordulása
A Laysan-albatrosz előfordulási területe a Csendes-óceán északi fele és Észak-Amerika nyugati partmente. A főbb költőterületei Hawaiion, a Midway-atollon és a névadó Laysan szigeten találhatók. Az észak-csendes-óceáni albatroszok közül ez a leggyakoribb faj; a többitől eltérően ritkábban kíséri a hajókat.

## Megjelenése
A fej-testhossza 81–91 centiméter, míg szárnyfesztávolsága 195–203 centiméter. Az albatroszok között a kisebb fajokhoz tartozik. A tollazatának nagy része fehér; csak a háti része és a szárnyai barnák. Szemei fölött, sötét „szemöldök” minta van. Repülés közben a rózsaszínes lábai túlnyúlnak a barna farktollakon. Sárga, kampós csőre fekete végű. A fajon belül alig van nemi kétalakúság; színezetben nem különböznek, csak testtömegben; a hím 2,4-4,1 kilogramm, míg a tojó 1,9-3,6 kilogramm.

## Életmódja
A nyílt vizeken keresi táplálékát, mely halakból és tengeri gerinctelenekből áll. Táplálékát gyakran röptében kapja ki a vízből. Csak költéskor keresi a szárazföldet. Alig van természetes ellensége; elhalálozásának fő oka a csalikkal ellátott, hosszú halászzsinórok.

## Források

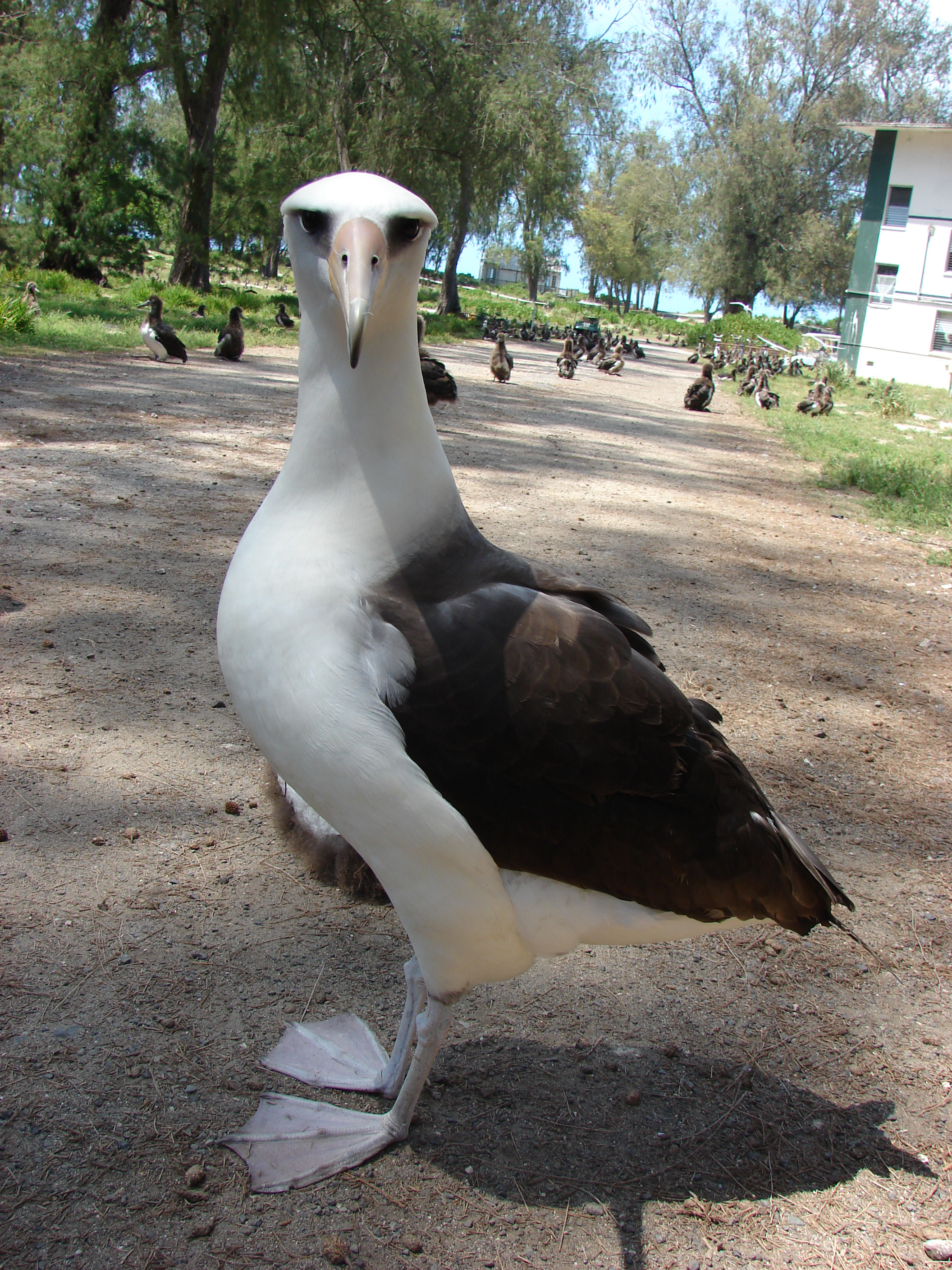

## Szaporodása
A kutatók úgy gondolják, hogy a költőpár együtt marad életük végéig. A rekordot tartó költőmadár - melynek neve Wisdom (Bölcsesség) - élettartama elérte a 67 évet. A fészekalj egy darab fehér, néha foltos tojásból áll.